# NGC 604
NGC 604 je zvjezdana asocijacija područja H II u zviježđu Trokutu, u galaksiji Messier 33. 
NGC 604 je jedno od najvećih područja H II u Lokalnoj Grupi galaktika. Ujedno je i jednim je od najvećih područja H II, iako je maglica 30 Doradus, koja se nalazi u Velikom Magellanovom Oblaku, vjerojatno veća. Spektralne analize da ovo područje sadrži brojne Wolf-Rayetove zvijezde kao plave zvijezde, koje su 15 do čak 60 puta masivnije od našeg Sunca.
Nalazi se u galaksiji Messier 33, koja je udaljena 2.73 milijun svjetlosnih godina, te je članica Lokalnog jata.
Kao i sve emisijske maglice, plin u središtu ovog područja je ioniziran zbog toga što se ondje nalazi grozd masivnih zvijezda. Međutim, za razliku od maglice 30 Doradus, u kojoj su zvijezde skupljene u manje zvjezdane skupove, zvijezde u maglici NGC 604 dosta su raštrkane i ravnomjerno raspoređene.

## Vanjske poveznice
- SEDS: NGC 0604